# Schloss Kugelhammer (Gugelhammer)

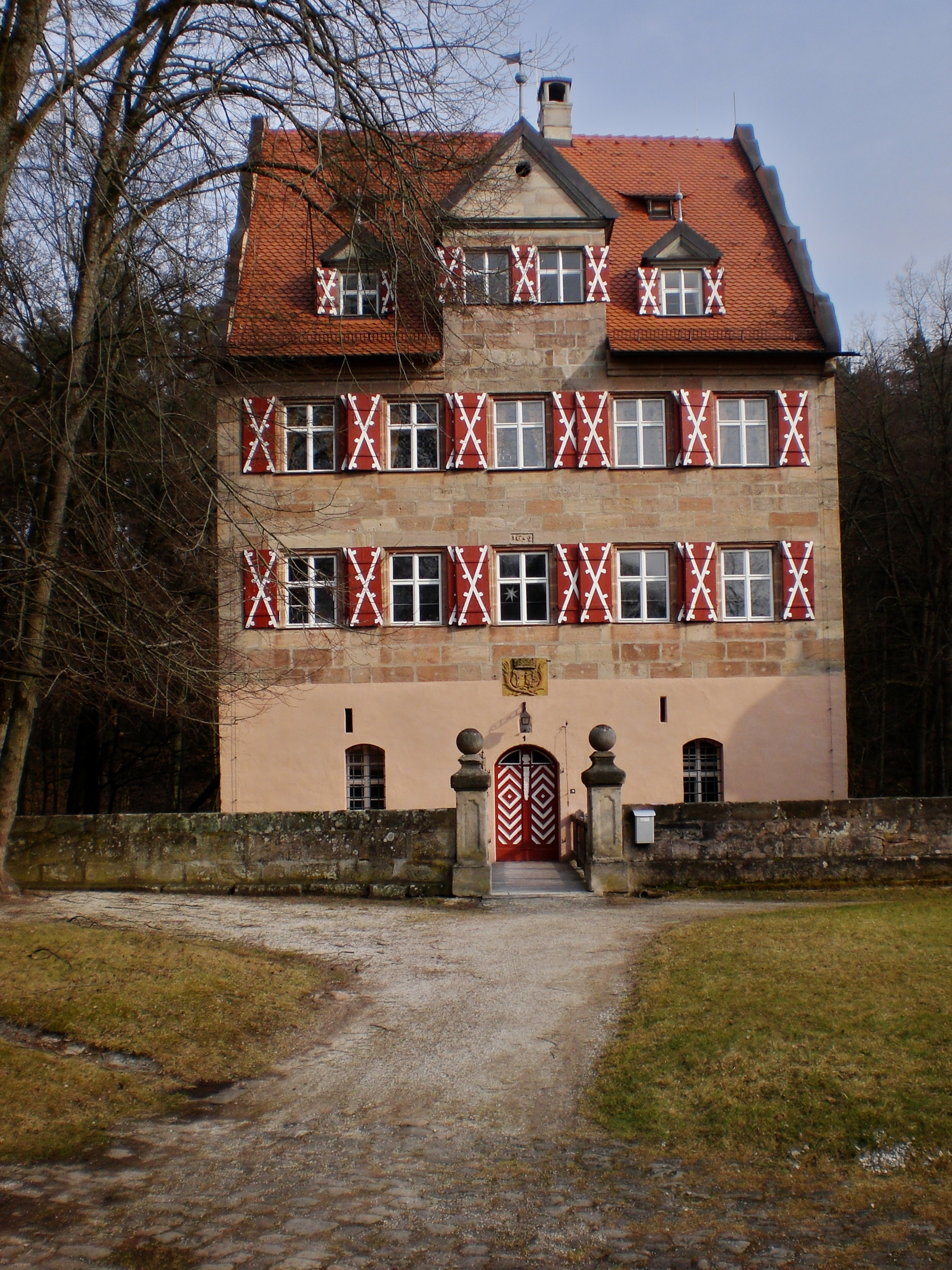
Schloss Kugelhammer (Gugelhammer)

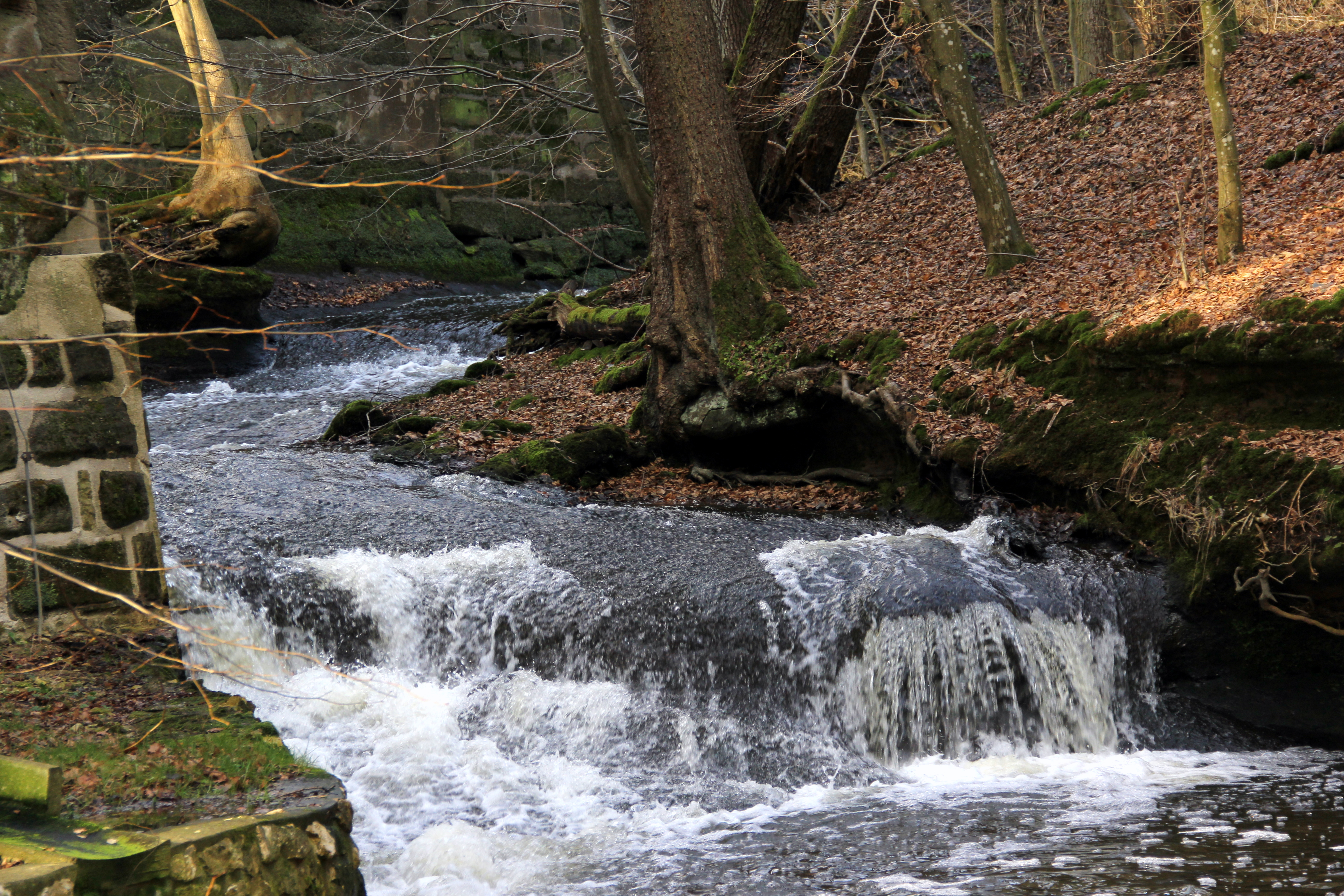
Blick vom Gauchsbach

Das Schloss Kugelhammer, auch Schlüsselfeldersches Schloss genannt, steht in Gugelhammer, einem Gemeindeteil des Marktes Wendelstein im Landkreis Roth (Mittelfranken, Bayern). Das Bauwerk ist unter der Denkmalnummer D-5-76-151-80 als Baudenkmal in der Bayerischen Denkmalliste eingetragen.

## Beschreibung
Das Schloss wurde zum Schutz des nahegelegenen Hammerwerks errichtet. Nach seiner Zerstörung erfolgte 1607/08 ein Neubau, der um 1730 und 1780 umgebaut wurde. Das dreigeschossige, traufständige Bauwerk aus fünf Achsen wurde aus Quadermauerwerk errichtet. An beiden Seiten befinden sich Volutengiebel. In der Mitte des Satteldaches über dem Portal erhebt sich ein Zwerchhaus, das von Dachgauben flankiert wird. Die Decken der Innenräume sind mit Stuck verziert. Die Innenarchitektur stammt aus dem 18. Jahrhundert.
Von 2005 bis 2010 wurde Schloss Kugelhammer grundlegend saniert und 2010 für hervorragende denkmalpflegerische Leistungen prämiert.

## Sonstiges
Bis 2009 hatte der Fränkische Ritterhaufen e. V. Schloss Kugelhammer als Vereinssitz, inzwischen ist er in eigene Clubräume umgezogen. Es gibt keine regelmäßigen Besichtigungszeiten.
Sporadisch finden in den Räumen des Schlosses Operettenabende, Wohltätigkeitsgalen, Treffen verschiedener Gremien oder Ähnliches statt.